# Welospiri
Welospiri (gruz.: ველისპირი; do 11 lipca 1949: ქეივანბულგასონი) – wieś w Gruzji, w Dolnej Kartlii, w gminie Dmanisi, w wspólnocie Sarkineti. W 2014 liczyła 81 mieszkańców.

## Ludzie związani ze wsią
- Omari Tetradze, gruziński piłkarz.